# Aterica juncta
Aterica juncta är en fjärilsart som beskrevs av Abel Dufrane 1933. Aterica juncta ingår i släktet Aterica och familjen praktfjärilar. Inga underarter finns listade i Catalogue of Life.